# Batuinan
Batuinan is een bestuurslaag in het regentschap Kupang van de provincie Oost-Nusa Tenggara, Indonesië. Batuinan telt 351 inwoners (volkstelling 2010).